# ولادیمیر کیم
ولادیمیر کیم (روسی: Владимир Серге́евич Ким؛ زادهٔ ۲۹ اکتبر ۱۹۶۰) کارآفرین، سرمایه‌دار و مدیر ارشد اجرایی اهل قزاقستان است، که بعنوان رئیس هیئت مدیره شرکت استخراج معادن و فلزات قزاقمیس فعالیت می‌کند.